# A Posteriori (album)
Pour les articles homonymes, voir A posteriori (homonymie).
 (juin 2018).
Si vous disposez d'ouvrages ou d'articles de référence ou si vous connaissez des sites web de qualité traitant du thème abordé ici, merci de compléter l'article en donnant les références utiles à sa vérifiabilité et en les liant à la section « Notes et références ».
Albums de Enigma
Voyageur
(2003) Seven Lives Many Faces
(2008)
Singles
1. Goodbye Milky Way
Sortie : 25 septembre 2006
2. Eppur Si Muove
Sortie : 7 novembre 2006
3. 20.000 Miles Over The Sea (BocaJunior Remix)
Sortie : 27 octobre 2006

A Posteriori est le sixième album du projet musical allemand de new age Enigma, sorti en septembre 2006 sur le label Virgin Records.

## Présentation
Le thème principal de cet album-concept est l'espace, avec des références à la galaxie d'Andromède, à la Voie lactée et à Galilée.
Le titre Eppur si muove est une citation de ce dernier « Et pourtant, elle tourne », en italien dans le texte. À part trois titres, l'album est instrumental.
Une version remixée de l'album, sous-titrée Private Lounge Remix, sort sur support numérique le 24 mars 2007 via la plate-forme de téléchargement iTunes Store.
A Posteriori se classe dans de nombreux pays européens, sa meilleure position étant 8e dans le Top 100 des Pays-Bas. Il fait également une percée aux États-Unis, dans le Billboard 200, à la 95e place ainsi que dans le Top Dance/Electronic Albums, en 3e position.
En 2007, lors de la 49e cérémonie, A Posteriori est nommé pour un Grammy Award dans la catégorie « meilleur album new age » (en anglais : Best New Age Album).
L'album se vend à plus de 20 000 exemplaires en Russie, où il est certifié disque de platine.

## Liste des titres
Toutes les chansons sont écrites, composées, arrangées et produites par Michael Cretu
| 1.    | Eppur si muove                               | 3:39 |
| 2.    | Feel Me Heaven                               | 4:53 |
| 3.    | Dreaming of Andromeda                        | 4:27 |
| 4.    | Dancing With Mephisto (feat. Louisa Stanley) | 4:24 |
| 5.    | Northern Lights                              | 3:34 |
| 6.    | Invisible Love                               | 5:06 |
| 7.    | Message From Io                              | 3:09 |
| 8.    | Hello and Welcome (feat. Andru Donalds)      | 5:07 |
| 9.    | 20 000 Miles Over the Sea                    | 4:22 |
| 10.   | Sitting on the Moon                          | 4:21 |
| 11.   | The Alchemist                                | 4:40 |
| 12.   | Goodbye Milky Way (feat. Louisa Stanley)     | 5:56 |
| 53:38 |                                              |      |

| Private Lounge Remix (Europe, Virgin Records, 24 mars 2007) | Private Lounge Remix (Europe, Virgin Records, 24 mars 2007) | Private Lounge Remix (Europe, Virgin Records, 24 mars 2007) | Private Lounge Remix (Europe, Virgin Records, 24 mars 2007) | Private Lounge Remix (Europe, Virgin Records, 24 mars 2007) | Private Lounge Remix (Europe, Virgin Records, 24 mars 2007) | Private Lounge Remix (Europe, Virgin Records, 24 mars 2007) | Private Lounge Remix (Europe, Virgin Records, 24 mars 2007) | Private Lounge Remix (Europe, Virgin Records, 24 mars 2007) | Private Lounge Remix (Europe, Virgin Records, 24 mars 2007) |
| No                                                          | Titre                                                       | Durée                                                       |                                                             |                                                             |                                                             |                                                             |                                                             |                                                             |                                                             |
| ----------------------------------------------------------- | ----------------------------------------------------------- | ----------------------------------------------------------- | ----------------------------------------------------------- | ----------------------------------------------------------- | ----------------------------------------------------------- | ----------------------------------------------------------- | ----------------------------------------------------------- | ----------------------------------------------------------- | ----------------------------------------------------------- |
| 1.                                                          | Eppur si muove (Tocadisco remix 2)                          | 6:11                                                        |                                                             |                                                             |                                                             |                                                             |                                                             |                                                             |                                                             |
| 2.                                                          | Feel Me Heaven (Boca Junior remix)                          | 6:24                                                        |                                                             |                                                             |                                                             |                                                             |                                                             |                                                             |                                                             |
| 3.                                                          | Dreaming of Andromeda (Jean F. Cochois remix)               | 7:29                                                        |                                                             |                                                             |                                                             |                                                             |                                                             |                                                             |                                                             |
| 4.                                                          | Dancing With Mephisto (Boca Junior remix)                   | 5:28                                                        |                                                             |                                                             |                                                             |                                                             |                                                             |                                                             |                                                             |
| 5.                                                          | Northern Lights (Boca Junior remix)                         | 5:41                                                        |                                                             |                                                             |                                                             |                                                             |                                                             |                                                             |                                                             |
| 6.                                                          | Invisible Love (Boca Junior remix)                          | 5:45                                                        |                                                             |                                                             |                                                             |                                                             |                                                             |                                                             |                                                             |
| 7.                                                          | Message From Io (Boca Junior remix)                         | 5:33                                                        |                                                             |                                                             |                                                             |                                                             |                                                             |                                                             |                                                             |
| 8.                                                          | The Alchemist (Christian Geller remix)                      | 6:54                                                        |                                                             |                                                             |                                                             |                                                             |                                                             |                                                             |                                                             |
| 9.                                                          | 20 000 Miles Over the Sea (Boca Junior remix)               | 7:08                                                        |                                                             |                                                             |                                                             |                                                             |                                                             |                                                             |                                                             |
| 10.                                                         | Sitting on the Moon (Boca Junior remix)                     | 5:31                                                        |                                                             |                                                             |                                                             |                                                             |                                                             |                                                             |                                                             |
| 11.                                                         | The Alchemist (The Alchemist's Vision by Ralf Hildenbeutel) | 7:16                                                        |                                                             |                                                             |                                                             |                                                             |                                                             |                                                             |                                                             |
| 12.                                                         | Goodbye Milky Way (Boca Junior remix)                       | 5:10                                                        |                                                             |                                                             |                                                             |                                                             |                                                             |                                                             |                                                             |
| 74:30                                                       |                                                             |                                                             |                                                             |                                                             |                                                             |                                                             |                                                             |                                                             |                                                             |